# Marcos II de Constantinopla
Marcos II de Constantinopla, dito Xylokaravis (em grego: Μάρκος Β΄ Ξυλοκαράβης; em búlgaro:  Марк Ксилокарав; em macedônio/macedónio:  Марко Ксилокараф; m. depois de 1467) foi patriarca ecumênico de Constantinopla entre 1465 e 1466. Em 1467, ele se tornou arcebispos do Ocrida, um posto que manteve até a sua morte.

## História
Sobre os primeiros anos da vida de Marcos, a principal fonte é um documento do Senado de Veneza datado em 26 de junho de 1466 com ordens para o governo veneziano no Reino de Cândia (Creta) que impedissem marcos e seu pai caso eles tentassem se refugiar na ilha. A partir deste documento, estudiosos como Laurent, deduziram que, em junho de 1466, Marcos era na verdade patriarca, que ele e seu família haviam estado antes em Creta e que eles eram contra a união das igrejas ocidental e oriental determinada no Concílio de Florença, apoiada pela República de Veneza.
Marcos se tornou bispo metropolitano de Adrianópolis em 1464 e, no outono de 1465 (ou começo de 1466), foi eleito patriarca com o apoio dos arcontes laicos, como o grande cartofílax Jorge Galesiotes e o megas ekklesiarches (o grande sacristão) Manuel Cristônimo, futuro patriarca Máximo III, além do secretário do sultão otomano, Demétrio Kyritzes. Por outro lado, sabe-se que alguns bispos se recusaram a comemorar sua ascensão durante a Divina Liturgia, um sinal de que eles não o reconheceram como patriarca, provavelmente acusando-o de simonia.
Contudo, o principal conflito de Marcos foi com a facção formada pelos nobres do antigo Império de Trebizonda que foram forçados a se mudar para Istambul (Constantinopla) depois da queda do império em 1461. Esta facção apoiava seu próprio candidato para o trono patriarcal, o futuro patriarca Simeão de Trebizonda. Simeão conseguiu obter o trono patriarcal ofertando 2 000 peças de ouro ao governo otomano, dando início à prática simoníaca que marcaria a história do Patriarcado Ecumênico de Constantinopla pelos séculos seguintes. Segundo Laurent, porém, que data o patriarcado de Marcos antes do de Simeão, teria sido Marcos quem fez a oferta.
Seja como for, Marcos foi deposto de forma humilhante do trono e condenado a ser apedrejado no outono de 1466 ou início de 1467. Porém, ele rapidamente se reabilitou e foi nomeado pelo sultão Maomé II como arcebispo de Ocrida, uma arquidiocese que na época era semi-autônoma e o principal centro religioso cristão da Bulgária Otomana. A data de sua morte é desconhecida.

## Cronologia
A cronologia do patriarcado de Marcos II é disputada entre os acadêmicos. Estudos como o de Kiminas (2009), Grumel (1958), o bispo Germano de Sardeis (1933-1938) e Runciman (1985)  e também o sítio oficial do Patriarcado Ecumênico seguem as crônicas de Doroteu de Monenvásia e datam o patriarcado de Marcos II antes do de Simeão I, mesmo que com pequenas diferenças entre as datas sugeridas, geralmente variando entre 1465 e 1467.
Laurent (1968), seguindo por Podskalsky (1988), acredita que os conflitos com Simeão aconteceram quando Marcos ainda era bispo metropolitano de Adrianópolis e localizam o patriarcado de Simeão antes do de Marcos. Para uma comparação entre as principais sugestões, veja a lista dos patriarcas. Apenas Laurent sugere um breve segundo mandato de Marcos depois do primeiro de Dionísio I no final de 1471.